# Prozesskostenrechnung
Die Prozesskostenrechnung (PKR) ist ein Modellierungsverfahren der Kostenrechnung, das eine Verallgemeinerung der Akkumulation von Kosten aus einer Mehrzahl von Typen und Instanzen liefert. Das Instrument bildet die Kosten der indirekten Leistungsbereiche (z. B. Beschaffung, Marketing, Vertrieb und Logistik) ab und ermöglicht eine beanspruchungsgerechte Verteilung dieser Gemeinkosten. Sie basiert auf dem aus den USA stammenden Activity Based Costing (ABC nach Robert S. Kaplan), unterscheidet sich jedoch in dem Punkt, dass sie nicht die einzelnen Aktivitäten (engl. activities) als Basis hat, sondern die aus Aktivitäten zusammengesetzten Prozesse.
Die PKR ist eine Vollkostenrechnung, die variable (sog. leistungsmengeninduzierte Kosten) und fixe Kosten (leistungsmengenneutral) unterscheidet. Es werden sowohl variable als auch fixe Kosten auf die Kostenträger verrechnet. Zur Kalkulation und Entscheidungsfindung ist es allerdings nur sinnvoll, die variablen, prozessabhängigen, Kosten zu betrachten. Die PKR analysiert die den Gemeinkosten zugrunde liegenden indirekten Leistungsbereiche und betrachtet die Leistungserstellung aus einer anderen Perspektive: weg von der kostenstellenweisen Zuordnung der Kosten hin zu einer kostenstellenübergreifenden Betrachtungsweise. Die PKR kann die flexible Grenzplankostenrechnung nicht vollständig ersetzen und stellt kein eigenständiges Kostenrechnungssystem dar, sie ergänzt die traditionellen Systeme vielmehr um eine verbesserte Gemeinkostenverteilung.

## Ursachen für die Entwicklung
Der Gemeinkostenblock ist in den letzten Jahren stetig gestiegen, zum Beispiel durch eine höhere Variantenvielfalt und komplexere Produkte und Produktionsmethoden und daraus resultierendem höherem Aufwand für Planung und Steuerung der Produktion. Die herkömmlichen Kostenrechnungssysteme haben die Gemeinkosten über Zuschlagssätze auf die Einzelkosten (z. B. Stundenlöhne) auf die Kostenträger (in der Regel die abzusetzenden Produkte) verrechnet. Solange die Gemeinkosten nur einen geringen Anteil an den Gesamtkosten ausmachen (als Faustregel wird zurzeit ein Anteil von unter 50 % der Gemeinkosten an den Gesamtkosten genannt), ist diese Art der Verrechnung wirtschaftlich, bei sehr hohen Zuschlagssätzen sind die so ermittelten Produktkosten jedoch eingeschränkt aussagekräftig, was zu operativen und strategischen Fehlentscheidungen führen kann.

## Geschichte
Bei der Siemens AG wurde bereits im Jahre 1975 ein erster Ansatz einer prozessorientierten Kostenrechnung entwickelt, die jedoch auf dieses Unternehmen beschränkt blieb. Zehn Jahre später beschäftigten sich J. G. Miller und T. E. Vollman in einem Aufsatz für die Harvard Business Review mit dem Titel The hidden factory mit dem Problem der steigenden Gemeinkostenzuschläge. In den USA waren zu dem Zeitpunkt Zuschlagssätze auf die Einzelkosten von 1000 % nicht ungewöhnlich, was unter anderem in der weit verbreiteten einfachen Vollkostenrechnung begründet lag. In Deutschland war die Grenzplankostenrechnung das kostenrechnerische System mit der weitesten Verbreitung und die Zuschlagssätze stiegen zwar auch hier, das Verhältnis von Einzel- zu Gemeinkosten war jedoch nicht so unausgewogen wie in den USA. Drei Jahre nach Miller und Vollman begannen R. Cooper und R. S. Kaplan ebenfalls in der Harvard Business Review mit einem Aufsatz, die bis dahin üblichen Kostenrechnungssysteme zu hinterfragen. Cooper und Kaplan waren maßgeblich an der Entwicklung des Activity Based Costing (vgl. auch Activity Based Management) beteiligt und gelten als diejenigen, denen diese neue Sicht auf die betriebliche Kostenrechnung zu verdanken ist.
In Deutschland griffen Péter Horváth und Reinhold Mayer an der Universität Stuttgart diese Idee auf und entwickelten ein System, das auf die Besonderheiten der deutschen Situation zugeschnitten war.

## Prinzip
Ziel der Prozesskostenrechnung ist eine beanspruchungsgerechtere Verrechnung der Gemeinkosten eines Unternehmens.
Die Gemeinkosten werden nicht mehr, wie in der innerbetrieblichen Verrechnung üblich, per prozentualer Zuschlagssätze auf die einzelnen Kostenstellen verteilt, wo sie dann den Kostenträgern zugeordnet werden (innerbetriebliche Verrechnung).
Stattdessen wird versucht, die Gemeinkosten den ablaufenden Prozessen zuzuordnen, und zwar über die mengenmäßige Inanspruchnahme von Teilprozessen (siehe auch Beanspruchungsprinzip). Ein völliger Wegfall der Zuschlagssätze ist kaum realisierbar, da ein Rest von Gemeinkosten, die nicht zuzuordnen sind, auch bei Einsatz der Prozesskostenrechnung verbleibt. Die Einzelkosten sind nicht Gegenstand der Prozesskostenrechnung, da diese direkt den Kostenträgern zugerechnet werden können.

### Ermittlung der Prozesse und Zuordnung der Kosten
Dazu werden zunächst wichtige Prozesse in einem Unternehmen identifiziert und von anderen Prozessen abgegrenzt. Beispiele für Hauptprozesse sind Auftragsabwicklung, Schadensmeldungen bearbeiten oder Lieferanten betreuen. Zu einer genaueren Abgrenzung von anderen Kostenträgern (Kosten verursachende Kostenstellen oder Prozessen) werden Hauptprozesse zum Teil sehr differenziert in Teilprozesse zergliedert.
Den Teilprozessen werden ihre jeweiligen (Prozess-)Einzelkosten zugerechnet.
Aus der Summe der (Prozess-)Einzelkosten wird der Prozesskostensatz ermittelt.
Der Prozesskostensatz gibt die Kosten pro einmaliger Durchführung des Teilprozesses an.
Die Teilprozesskosten des Hauptprozesskostensatzes sind das Produkt aus der für die einmalige Durchführung des Hauptprozesses nötigen Anzahl der jeweiligen Teilprozesse und ihren Teilprozesskostensätzen.

### Ermittlung der Kostentreiber
Der besondere Vorteil der Prozesskostenrechnung liegt in den verbesserten Möglichkeiten der sog. „Gemeinkostenschlüsselung“. Gemeinkosten lassen sich anders als Einzelkosten nicht direkt einem Kostenträger zuordnen. Beispiele für Gemeinkosten sind Kosten aus allgemeinen Verwaltungs- oder Lageraufgaben. In der klassischen Kostenrechnung werden diese Kosten wenig aussagekräftig abgebildet, entweder nicht berücksichtigt oder nach den zugerechneten Einzelkosten je Kostenträger prozentual verteilt. Dies bedeutet aber im Allgemeinen eine nicht verursachungsgerechte Zuordnung der Gemeinkosten. So ist es oft sinnvoller, Lagerhaltungskosten mit Hilfe von Kostentreibern (englisch Cost Drivers) z. B. nach Größe oder Gewicht des zu lagernden Gegenstands zu bemessen als nach dessen Einkaufswert (als zurechenbare Einzelkosten).

### Prozesskostensätze
Die Aufschlüsselung der Gemeinkosten erfolgt in der Prozesskostenrechnung durch angemessene Einheiten (z. B. Kubikmeter, Energieverbrauch, Zeitintensität). Man erhält auf diese Weise den sog. „Prozesskostensatz“. Den jeweiligen (Teil-)Prozessen werden daraufhin, je nach Prozessabgrenzung, verschiedene, über die genannten Einheiten aufgeschlüsselte, Gemeinkosten zugeordnet.
Einzel- und Gemeinkosten einer Kostenstelle bilden zusammen die (Teil-)Prozesskosten, die gegebenenfalls in mehreren Stufen (unter Einbeziehung mehrerer Kostenstellen) zu Kosten von Hauptprozessen zusammengesetzt werden.
So lassen sich Aussagen über die Kosten beispielsweise einer durchschnittlichen Auftragsabwicklung oder einer durchschnittlichen Schadensbearbeitung gewinnen.

## Vorgehensweise
1. Definition von Hauptprozessen (HP) im Unternehmen bzw. pro Kostenstelle
2. Unterteilung der HP in Teilprozesse und Aktivitäten
3. Erfassung der Zeiten je Teilprozesse (z. B. Durch Zeitmessung oder Befragung)
4. Definition ob Teilprozess leistungsmengeninduziert (lmi) oder leistungsmengenneutral (lmn) ist
5. Kostentreiber der lmi-Prozesse erfassen
6. Verteilung der Kosten und Prozesskosten bestimmen
7. Preisliste der Prozesse erstellen
8. Abrechnen von Aufträgen, je nachdem welche Teilprozesse sie durchlaufen haben

## Prozesskostenrechnung mit EDV
Mit Hilfe moderner Datenverarbeitungssysteme können nicht nur Informationen für standardisierte Prozesse oder Durchschnittsbetrachtungen vorgenommen werden, vielmehr werden prozessorientierte Ist-Kosten abgebildet, die genaue Aussagen über den tatsächlichen Wertbeitrag eines einzelnen oder mehrerer „Kernprozesse“ zulassen. In der Informationstechnik (IT) können z. B. Prozesse (über sog. Service Level Agreements) untersucht werden, inwieweit beispielsweise ein Outsourcing unter betriebswirtschaftlichen Gesichtspunkten sinnvoll ist. Voraussetzung hierfür ist die Verknüpfung eines Mengengerüsts (Anzahl Prozessabwicklungen pro Periode) mit finanzwirtschaftlichen Daten (Stückkostensätze der Prozesse etc.), die zumeist aus ERP-Systemen stammen (z. B. Microsoft Dynamics AX, SAP R/3). Die Prozessabwicklungen pro Periode werden in der Regel im EDV-System aus den Bestands- und Transaktionsdaten durch ein prozessidentifizierendes Regelwerk automatisch ausgezählt.
Die Stückkostensätze der Prozesse haben den Charakter von Standardkosten und werden in einer Vorkalkulation ermittelt. Hierbei wird z. B. in einer Ressourcenschätzung der Aufwand pro Teilprozess geschätzt. In einer Divisionskalkulation (Bezugsgröße Planmengengerüst) werden anschließend die Standard-Stückkosten ermittelt.
Bei kleineren und mittleren Unternehmen kann mit Hilfe von Tabellenkalkulationsprogrammen der Betriebsabrechnungsbogen aufgebaut werden. Dabei ist auf die strenge Teilung der Kostenarten in Gemeinkosten und Einzelkosten und die Teilung der Kostenstellen nach direkten Kosten und Gemeinkosten zu achten. Heute bieten auch einfache Buchhaltungsprogramme die Möglichkeit, einen Betriebsabrechnungsbogen einzurichten.

## Abgrenzung
Die Prozesskostenrechnung ist ein Bestandteil der Kosten- und Leistungsrechnung eines Unternehmens. Hierbei wird der Fokus auf die verursachungsgerechte Aufschlüsselung der Kosten gelegt. Zur Effizienzbeurteilung von Prozessen bedarf es aber entweder eines Vergleichs der unternehmensspezifischen Prozesse mit anderen Prozessen bei gleicher Leistung (z. B. Benchmarking) oder eines Instruments der Leistungsbeurteilung.
Ein ausdifferenziertes Instrument des Kennzahlenvergleichs, das sowohl Kosten als auch Leistungen eines Unternehmens erfasst (und somit auch der Effizienzbeurteilung dient), ist beispielsweise die Balanced Scorecard.
Die unreflektierte Anwendung der Ergebnisse der Prozesskostenrechnung ohne Begleitung durch ein angemessenes Leistungsbeurteilungssystem kann den Betriebserfolg gefährden, da die scheinbar unrentablen Prozesse überproportional häufig die Kundenbindungen festigen, Einkaufsvorteile sichern, Mitarbeiterzufriedenheit erzeugen oder andere Wechselwirkungen auslösen, die durch eine rein monetäre Analyse betrieblicher Teilprozesse nicht erfasst werden können. Nur eine nichtmonetäre Kennzahlen integrierende Ausgestaltung des Abgleichs zwischen Kosten und Leistungen kann langfristig erfolgversprechend sein.
Die Prozesskostenrechnung (PKR) ist ein Instrument, das die Kosten der indirekten Leistungsbereiche (z. B. Beschaffung, Marketing, Vertrieb und Logistik) abbildet und eine beanspruchungsgerechtere Verteilung dieser Gemeinkosten ermöglicht. Sie basiert auf dem aus den USA stammenden Activity Based Costing (ABC), unterscheidet sich jedoch in dem Punkt, dass sie nicht die Aktivitäten (engl. activities) als Basis hat, sondern die sich aus Aktivitäten zusammensetzenden Prozesse.